# سيرجي كفاتشكين
سيرجي كفاتشكين كان لاعب كرة قدم كازاخستاني كان يلعب كمهاجم.

## المسيرة الاحترافية

### أندية لعب لها
- نادي كايرات
- نادي فوستوك